# Moritz August von Thümmel

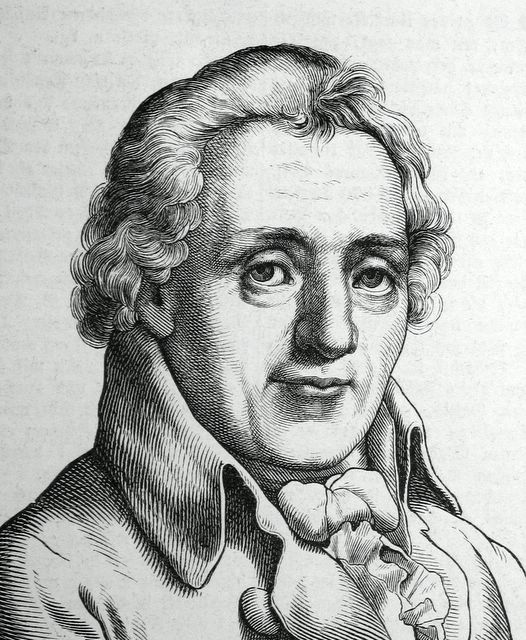
Moritz August von Thümmel

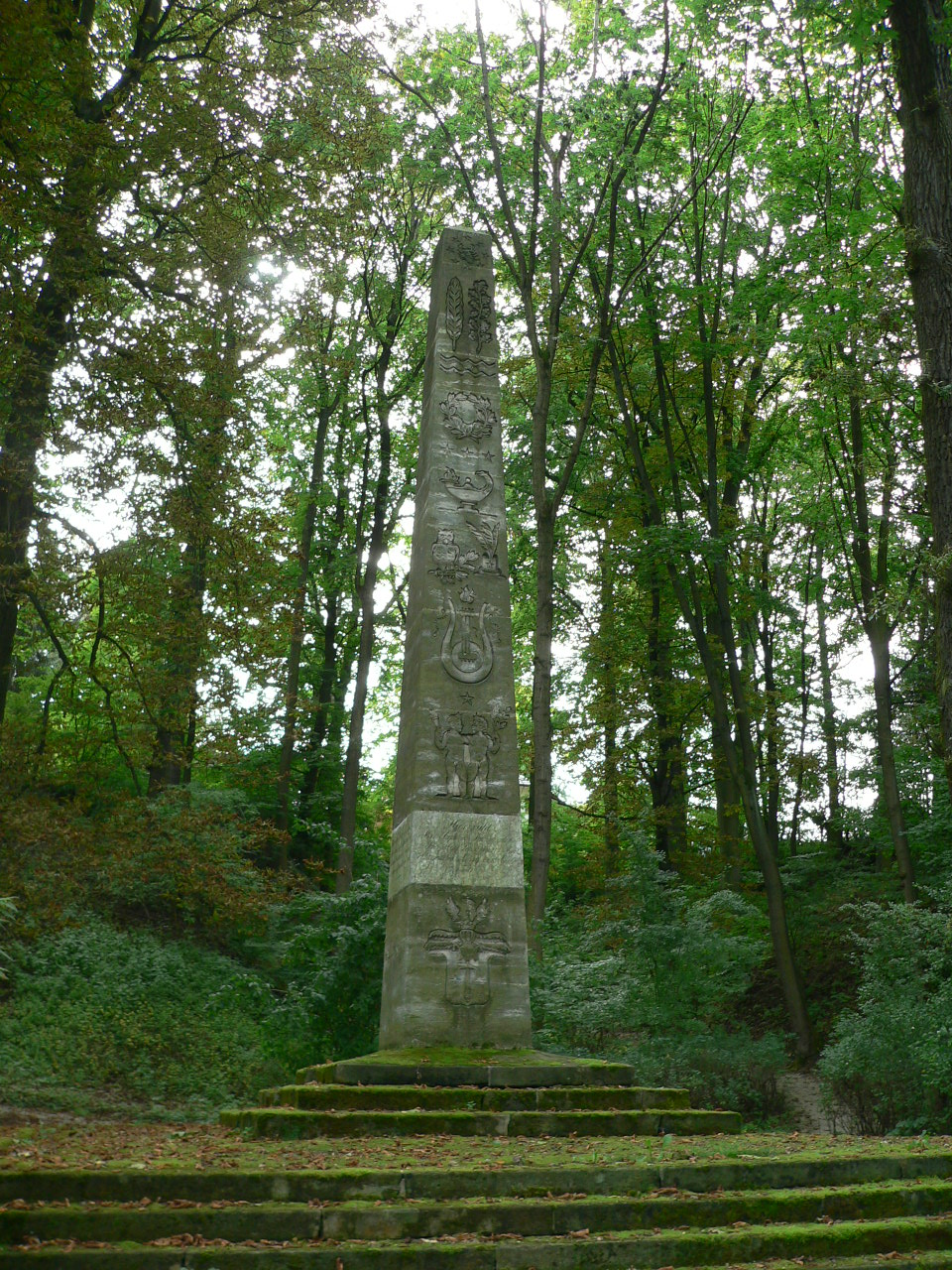
Thümmel-Obelisk in Coburg

Moritz August von Thümmel (* 27. Mai 1738 in Schönefeld; † 26. Oktober 1817 in Coburg) war ein deutscher Schriftsteller.

## Leben und Werk
Moritz August von Thümmel wurde als Sohn des sächsischen Landkammerrates Karl Heinrich von Thümmel (1710–1788) auf dem Rittergut Schönefeld bei Leipzig geboren. Er war Schüler der Klosterschule Roßleben und studierte anschließend an der Universität Leipzig. 1761 wurde er Kammerjunker bei Erbprinz Ernst Friedrich und 1768 Wirklicher Geheimer Rat und Coburgischer Minister. Er zog sich 1782 von den öffentlichen Geschäften zurück und starb am 26. Oktober 1817 in Coburg. Der höhere Beamte Hans Wilhelm von Thümmel war einer seiner jüngeren Brüder.
Literarische Anerkennung erhielt Thümmel 1764 mit dem Werk Wilhelmine, einem Kleinepos in sechs Gesängen. Die „kleine geistreiche Komposition, so angenehm als kühn“ (Goethe) brachte dem Kammerjunker über Nacht großen Ruhm und wurde bald in mehrere europäische Sprachen übersetzt. Auch sein Hauptwerk, die Reise in die mittäglichen Provinzen Frankreichs, traf mit seiner leichtfertigen, unkomplizierten Art und seinem bisweilen derben Humor den Geschmack eines breiten Publikums, so dass er zu seinen Lebzeiten als meistgelesener Romanautor Deutschlands galt. Für die Reise in die mittäglichen Provinzen zahlte der Verleger Georg Joachim Göschen 5000 Taler Honorar, mehr als für die gesammelten Werke Goethes und Klopstocks zusammen. Bald jedoch geriet Thümmel in Vergessenheit, bis sich zu Anfang des 20. Jahrhunderts einige Verleger seiner erinnerten und seine Werke in bibliophilen Reihenwerken wieder aufleben ließen (zum Beispiel Wilhelmine, Drugulin-Druck, Gustav Kiepenheuer Verlag, Leipzig 1917 oder Otto Julius Bierbaums Bücher der Abtei Thelem, Georg Müller Verlag, München 1919).
Thümmel erwies sich in seinen Schriften als Geistesverwandter und Schüler Christoph Martin Wielands. Meyers Konversationslexikon von 1888 bescheinigt seinen Werken „eine gewisse Anmut, feine Beobachtung und Schilderungsgabe, daneben freilich auch Frivolität und lüsterne Leichtfertigkeit“.

## Ehrungen
Zu seinem Gedenken errichteten Coburger Bürger im Bergpark von Schloss Falkenegg einen Obelisk mit den Symbolen seines Schaffens und Zitaten aus seinem Werk.

## Werke
- Wilhelmine, oder der vermählte Pedant. s.n., s. l. 1764 (Digitalisat und Volltext im Deutschen Textarchiv); 1. Auflage, Neuausgabe 1879
- Die Inoculation der Liebe. Leipzig 1771.
- Poetische Schriften [= Sammlung der vorzüglichsten Werke Deutscher Dichter und Prosaisten; Band XXIV]. F. A.[Franz Anton] Schraembl, Wien 1792.
- Reise in die mittäglichen Provinzen von Frankreich. 10 Bände. Leipzig 1791–1805 (Digitalisat der Werkausgabe von 1811): 1. Theil, 4. Theil, 7. Theil
- Reise in das mittägliche Frankreich = Band 2–6 von Sämmtliche Werke. Göschen, Leipzig 1820 Hathitrust Teile 1-3 & 5, Hathitrust Teile 1–5

Werkausgaben:
- Thümmel’s beste Werke in 7 Teilen / Bänden (= Familien-Bibliothek der deutschen Classiker, Bände 45–51). Hildburghausen/Amsterdam 1842–1846 Teile 1–7 = Bände 45–51.
- Sämmtliche Werke. 6 Bände. Göschen, Leipzig 1811–1812 Bände 1–6 Hathitrust
- Sämmtliche Werke. 6 Bände. Göschen, Leipzig 1820 Bände 1–6 Hathitrust
- Sämmtliche Werke. 7 Bände. Macklot, Stuttgart 1822 Bände 1–7 Hathitrust
- Sämmtliche Werke. 8 Bände. 1832 Band I, Band II, Band III, Band IV., V., Band VI., Band VII., Band VIII.
- Sämmtliche Werke. 8 Bände. Göschen, Leipzig 1844 Bände 1–8 Hathitrust.
- Sämmtliche Werke. 8 Bände. Göschen, Leipzig 1853–54 Bände 1–8 Hathitrust. Bände 1–8 Hathitrust
- Sämmtliche Werke. 8 Bände. Göschen, Leipzig 1856 Bände 1–8 Hathitrust.